# Пинк (певачица)
Алиша Бет Мур (енгл. Alecia Beth Moore; Дојлстаун (Пенсилванија), 8. септембар 1979) америчка је кантауторка, познатија под уметничким именом Пинк (енгл. Pink; стилизовано као P!nk).
Са њеног дебитантског албума Can't Take Me Home из 2000. године издвојио се сингл There You Go. Иако је албум био оријентисан ка R&B музици, био је добро примљен међу фановима. Следећи албум, Missundaztood из 2001. године, који је био више у поп-рок стилу, донео јој је светску славу и дао печат њеној музици. Новембра 2003. Пинк је објавила трећи албум  који је био мање успешан од претходног али јој је донео прву Греми награду, а у априлу 2006. и четврти I'm Not Dead који је одлично прошао код фанова и критичара. Њен пети студијски албум пуштен је у продају октобра 2008. под називом Funhouse, са којег се издвојио сингл So What који јој је донео МТВ награду и који је постао њен први соло сингл на врху Билбордове листе листе. Новембра 2010. Пинк је објавила први албум са највећим хитовима Greatest Hits... So Far!!! на којем су се налазила и два нова сингла Raise Your Glass и Fuckin' Perfect који су доспели на прво и друго место Билборд листе. Након паузе током које је добила кћер Вилоу, Пинк је објавила шести студијски албум The Truth About Love септембра 2012. који је дебитовао на првом месту Билбордове листе албума. У 2013. је постао најпродаванији албум женског извођача.
Крајем 2009. Билборд јој је доделио признање највеће поп звезде претходне декаде, а у 2012. ВХ1 ју је уврстио на својој листи 100 жена са највећим доприносом музици. Јуна 2010. Форбс је сврстао на 27. место најутицајнијих личности у свету. 2013. Билборд ју је прогласио Женом године. До сада Пинк је освојила 3 Греми награде, 6 МТВ награде и 2 Брит награде. 19 њених синглова се до сада нашло у Топ 20 на престижној Билборд листи Врућих 100. Пинк је продала преко 40 милиона албума и 70 милиона синглова широм света. Њено богатство се процењује на око 70 милиона америчких долара што је сврстава међу комерцијално најуспешнијим извођачима своје генерације.

## Детињство и младост
Пинк је рођена под именом Алиша Мур у Дојлстауну у Пенсилванији, као кћер медицинске сестре Џудит и Вијетнамског ратног ветерана Џима. Њен отац је католик, а мајка Јеврејка. Док је била мала отац је свирао гитару и певао јој, што ју је инспирисало да се определи за музичку каријеру. Пинк је осам година тренирала гимнастику и како каже сан јој је био да се појави на Олимпијским играма. У средњој школи придружила се рок бенду, а њени највећи узори су Џенис Џоплин, Стивен Тајлер, Боб Дилан, Мадона и други.
Веома рано, открила је да болује од астме, што је допринело томе да њене прве песме буду мрачне. Са четрнаест година почела је да пева по клубовима у Филаделфији, а са шеснаест се придружила трочланом бенду Чојс. Након распада бенда 1998. године, одлучила је да настави соло каријеру под уметничким именом Пинк. Идеју о имену добила је из филма Улични пси, где се јавља истоимени лик. Такође, име је асоцирало и на ружичасту боју косе по којој је на почетку каријере и била препознатљива.

## Соло каријера

### 1999—2001:
Први албум под називом Can't Take Me Home објављен априла 2000. године продат је у 5 милиона примерака широм света. На њему су се нашли синглови There You Go и Most Girls који су се пласирали високо на топ-листама. Трећи сингл You Make Me Sick слабије се котирао од својих претходника. Зарад промоције албума Пинк је наступала на турнеји америчког бој бенда *NSYNC.
Године 2001. Пинк је заједно са Кристином Агилером, Лил Ким и Мајом за филм Мулен руж! снимила песму  коју је између осталих продуцирала и Миси Елиот. Песма је дуго харала светским топ-листама освојивши МТВ награду за најбољи видео године као и један Греми. Пинк је у једном интервјуу изјавила да је морала да се свађа са Кристининим менаџером око тога ко ће изводити најзахтевније делова песме.

### 2001—2002:
Други албум Missundaztood донео је нешто другачије и озбиљније тонове од претходног тежећи више ка рок музици. Пинк је ангажовала Линду Пери која јој је помогла у писању песама. Албум је објављен у новембру 2001. а назив Missundaztood добио је јер је Пинк веровала да публика има погрешно мишљење о њој.
Први сингл са албума Get the Party Started веома је успешно примљен широм света добијајући Греми номинацију за најбољи поп албум, а спот за песму је 2002. године освојио две МТВ награде. Остали синглови са албума Don't Let Me Get Me, Just Like a Pill и Family Portrait такође су се успешно котирали на топ-листама. Албум је продат у преко 12 милиона копија широм света.

### 2003—2005:
Први сингл са трећег албума  био је Feel Good Time, уједно и песма коришћена у филму Чарлијеви анђели 2. Пинк је ову песму снимила заједно са Вилијемом Орбитом. Албум је објављен у новембру 2003. године а продао се у 4 милиона копија широм света, знатно мање од свог претходника. Сингл Trouble донео је Пинк другу Греми награду. God Is a DJ и Last to Know, који је објављен само на подручју ван Северне Америке, такође су објављени као синглови.

### 2006—2007:
Пинк је направила паузу како би писала песме за свој четврти албум  који је објављен у априлу 2006. године. Албум је одлично прошао код фанова, нарочито у Аустралији.
Водећи сингл са албума  био је њен највећи хит у САД још од 2002. године. У споту за песму Пинк критикује утицај који неке познате личности имају на младе широм света, пре свега Линзи Лоан, Џесика Симпсон, Мери-Кејт Олсен и Парис Хилтон. Спот је освојио и МТВ награду за најбољи поп видео и номинацију за Греми за најбоље поп извођење. Синглови Who Knew и U + Ur Hand такође су заузели високе позиције на светским топ-листама. Са албума су се као синглови још издвојили и Nobody Knows, који није издат у Америци; Dear Mr. President, упућен америчком председнику Џорџу В. Бушу; Leave Me Alone (I'm Lonely) и Cuz I Can.
Албум је продат у преко 6 милиона примерака широм света.

### 2008—2010:
У октобру 2008. године Пинк је објавила свој пети албум под називом Funhouse. Први сингл So What освојио је МТВ награду за 'најзаразнију' песму, а достигао је и прво место на Билбордовој хот 100 листи постајући најуспешнији сингл у њеној каријери до сада. Са албума су се као синглови издвојили још и Sober, Please Don't Leave Me, Funhouse и I Don't Believe You.
На додели Греми награда 2010. Пинк је извела песму Glitter in the Air добијајући овације публике. Заједно са својим колегама учествовала је у снимању римејка песме Мајкла Џексона We Are the World чији је приход ишао у фонд за жртве разорног земљотреса на Хаитију. Пинк је гостовала на албуму Recovery репера Еминема снимивши песму Won't Back Down.

### 2010—2012:
Дана 12. новембра 2010. појавио се албум са највећим хитовима који такође садржи и 3 нове песме. Raise Your Glass, као први сингл са албума достигао је 1. место на Билборд хот 100 листи. Fuckin' Perfect је други сингл са албума подједнако успешан као и претходни пласирајући се у врхове топ-листи. На Билборд хот 100 заузео је 2. место.
Пинк је позајмила глас Глорији у филму Плес малог пингвина 2, такође она изводи и насловну нумеру за та тај филм под називом .

### 2012-:
Први сингл са новог албума Blow Me (One Last Kiss) премијерно је приказан на њеном званичном сајту 2. јуна 2012 а следећег дана појавио се и на ITunes. 6. септембра 2012. Пинк је песму премијерно извела на додели МТВ награда а истог дана објављен је и други сингл са албума Try. Албум је објављен 18. септембра 2012. и одлично је прошао код критичара.
Пинк је написала две песме за најновији албум певачице Шер. 5. фебруара 2013. објављен је спот за песму  коју је Пинк урадила са певачом групе Fun Нејтом Русом. Песма је одлично прошла код фанова и критичара пласирајући се на прво место топ листа у 20 земаља.
Четврти сингл са албума, True Love дуетска песма са певачицом Лили Ален објављена је у априлу 2013. Пинк је глумила у филму Thanks for Sharing заједно са Гвинет Палтроу и Марком Рафало добивши одличне критике за своју глуму. Зарад прославе параде поноса 28. јуна на листи 13 песама које промовишу једнакост коју је саставио сајт Јутјуб нашла се и песма Fuckin' Perfect. Пети сингл са албума је песма Are We All We Are док је у Аустралији Walk of Shame објављен као пети сингл а Are We All We Are као шести.
Албум је номинован за Греми награду за поп албум године а песма Just Give Me a Reason за песму године и за најбољи поп дует. Турнеја за промоцију албума била је трећа најуспешнија турнеја у 2013. зарађујући 147,9 милиона долара само од продаје карата. У Аустралији је албум две године био на првом месту листе најбољих албума чиме је Пинк у претходних 6 од 7 година имала албум на првом или другом месту ове листе.

## Лични живот
Пинк се 7. јануара 2006. године у Костарици удала за мото-крос возача Керија Харта. Почетком 2008. њих двоје су се растали о чему говори и песма So What. У марту 2009. године Кери је потврдио да се њих двоје поново забављају а у новембру и да очекују бебу. 2. јуна 2011. Пинк је добила кћер Вилоу.
Пинк је вегетаријанац, а такође и један од изразитих бораца за заштиту животиња. Јавно је изразила своје негодовање што велики број познатих људи користи животињско крзно као одећу. Између осталих критиковала је принца Вилијама, краљицу Елизабету и своју колегиницу Бијонсе Ноулс. Пинк је такође жестоко критиковала репера Канје Веста који је прекинуо говор Тејлор Свифт на додели МТВ награда Пинк подржава борце за ЛГБТ права.
Пинк је својим радом инспирисала велики број музичара међу којима су и Кели Кларксон, Тејлор Свифт, Кејти Пери, Кристина Агилера и Адел. Пинк има 20 милиона пратилаца на Твитеру, 27 милиона на Фејсбукy и 6,6 милона на Јутјуб профилу.

## Дискографија
- Can't Take Me Home (2000)
- Missundaztood (2001)
- Try This (2003)
- I'm Not Dead (2006)
- Funhouse (2008)
- The Truth About Love (2012)
- Beautiful Trauma (2017)
- Hurts 2B Human (2019)
- Trustfall (2023)

### Видеографија
| Спот                        | Година | Режисер                |
| --------------------------- | ------ | ---------------------- |
| There You Go                | 1999.  | Дејв Мејерс            |
| Most Girls                  | 2000.  | Дејв Мејерс            |
| You Make Me Sick            | 2000.  | Дејв Мејерс            |
| Lady Marmalade              | 2001.  | Пол Хунтер             |
| Get the Party Started       | 2001.  | Дејв Мејерс            |
| Don't Let Me Get Me         | 2002.  | Дејв Мејерс            |
| Just Like a Pill            | 2002.  | Францис Лавренс        |
| Family Portrai              | 2002.  | Софи Мулер             |
| Feel Good Time              | 2003.  | Дејв Мејерс            |
| Trouble                     | 2003.  | Софи Мулер             |
| God Is a DJ                 | 2003.  | Џејк Скот              |
| Last to Know                | 2004.  | Расел Томас            |
| Stupid Girls                | 2005.  | Дејв Мејерс            |
| U + Ur Hand                 | 2006.  | Дејв Мејерс            |
| Who Knew                    | 2006.  | The Dragons            |
| Nobody Knows                | 2006.  | Џејк Нава              |
| So What                     | 2008.  | Дејв Мејерс            |
| Sober                       | 2008.  | Џонас Акерлунд         |
| Please Don't Leave Me       | 2008.  | Дејв Мејерс            |
| Funhouse                    | 2009.  | Дејв Мејерс            |
| I Don't Believe You         | 2009.  | Софи Мулер             |
| Raise Your Glass            | 2010.  | Дејв Мејерс            |
| F**kin' Perfect             | 2011.  | Дејв Мејерс            |
| Blow Me (One Last Kiss)     | 2012.  | Дејв Мејерс            |
| Try                         | 2012.  | Флорија Сигисмонд      |
| Just Give Me a Reason       | 2013.  | Дајан Мартел           |
| True Love                   | 2013.  | Софи Мулер             |
| Just Like Fire              | 2016.  | Дејв Мејерс            |
| What About Us               | 2017.  | Џорџија Хадсон         |
| Beautiful Trauma            | 2017.  | GoldenBoyz             |
| Wild Hearts Can't Be Broken | 2018.  | Саша Самсонова         |
| Secrets                     | 2018.  | Алипа Мур, Ларн Поланд |
| Walk Me Home                | 2019.  | Мајкл Грејси           |
| 90 Days                     | 2019.  | Реми Бакар             |
| Hurts 2B Human              | 2019.  | Alissa Torvinen        |
| One Too Many                | 2020.  | Дано Черни             |
| Cover Me in Sunshine        | 2021.  | Пинк                   |
| Anywhere Away From Here     | 2021.  | Џо Конор               |
| All I Know So Far           | 2021.  | Дејв Мејерс            |
| Never Gonna Not Dance Again | 2022.  | Pink ,R.J.Durell       |
| Trustfall                   | 2023.  |                        |